# Cape Ransonnet
Cape Ransonnet är en udde i Australien. Den ligger i delstaten Western Australia, omkring 690 kilometer norr om delstatshuvudstaden Perth.
Trakten runt Cape Ransonnet är nära nog obefolkad, med mindre än två invånare per kvadratkilometer.. Det finns inga samhällen i närheten. 
Stäppklimat råder i trakten. Genomsnittlig årsnederbörd är 256 millimeter. Den regnigaste månaden är juni, med i genomsnitt 80 mm nederbörd, och den torraste är oktober, med 2 mm nederbörd.